# たったひとつのたからもの
『たったひとつのたからもの』は、ダウン症の障害をかかえて生まれた息子・秋雪の生涯（1992年10月19日～1999年1月3日）を母・加藤浩美が記した写真作品、手記、および手記をもとにしたテレビドラマである。
2001年8月、写真作品が明治生命（現在の明治安田生命）のコマーシャルに採用され、2004年10月26日には松田聖子、船越英一郎主演でドラマ化された。

## 写真作品
- 明治生命 第1回「しあわせな瞬間」フォトコンテスト 銀賞受賞作品
  - IBA賞 入賞（2002年）
  - ニューヨークフェスティバル賞 入賞（2002年）
  - ロンドン国際広告賞 入賞（2002年）
  - ACC全日本CMフェスティバル ACC賞（テレビCM部門） 入賞（2002年）

## 書籍
- たったひとつのたからもの 息子・秋雪との六年 ISBN 4-16-365450-X
出版年：2003年11月
著：加藤浩美
出版社：文藝春秋

## ドラマ
概要
- 放送：2004年10月26日（日本テレビ系）
- DVD：2005年1月26日発売（バップ）
  - 放送では副音声（解説放送）が行われていたが、DVD版には収録されていない。
- ドラマ平均視聴率 30.1%
- アジア・テレビジョン・アワード2005 単発ドラマ部門 最優秀作品賞受賞（英題：The One and Only）
- 平成16年度文化庁芸術祭参加作品
- ドラマ中には、秋雪役の子役をはじめ実際のダウン症児が多く出演している。また、それまで歩けなかった子役の後藤響が撮影中に歩けるようになり、この場面はそのままドラマに使用されている。

キャスト
- 佐藤由美（母）：松田聖子
- 佐藤幸太郎（父）：船越英一郎
- 佐藤秋雪：杉森翼（6歳）、後藤響（3歳）、辻智基（1歳）
- 佐藤健造（祖父）：蟹江敬三
- 吉岡博美：戸田恵子
- 田丸慎二：小日向文世
- 田島先生：松嶋尚美
- 小谷先生：森公美子
- 天野園長：谷啓
- 産婦人科医：坂口良子（特別出演）
- 小児循環器科医：小野寺昭（特別出演）
- 新生児科医：宅麻伸（特別出演）
- サトコ：草笛光子（特別出演）
- 望月健太郎、伊吹康太郎、岩戸大星、白川ゆり、田辺ひかり　ほか

主題歌
- 言葉にできない（小田和正・アルバム『LOOKING BACK 2』に収録）

スタッフ：
- 脚本：矢島正雄
- 演出：雨宮望
- 音楽：糸川玲子
  - 劇伴制作：大野祥孝
- 医事監修：日暮眞、沼部博直
- 技術協力：日テレ映像センター
- 美術協力：日テレアート
- 編集・MA：映広
- 編成：山崎大介
- 企画：酒井浩至、高木章雄
- プロデュース：前田伸一郎、志村彰、次屋尚
- 協力：文藝春秋、明治安田生命、日本ダウン症協会
- 制作協力：メディアミックス・ジャパン

## ドキュメンタリー
- ドラマ放送の前年、24時間テレビ番組内で、原作者・加藤浩美のドキュメントが放送され話題となった。
- ドラマ放送の翌月11月16日には、「たったひとつのたからもの 特別版」（日本テレビ系）として、制作の経緯や舞台裏を紹介するドキュメンタリー番組が放送された。

「たったひとつのたからもの　特別版」
- スタッフ：
ナレーション：松田聖子:船越英一郎:戸田恵子
総合演出:高木章雄
プロデューサー:前田伸一郎:天笠ひろ美
ディレクター:高石明彦
制作協力：ザワークス
平均視聴率:20.1%

さらにその翌年、スーパーテレビ情報最前線で、ドラマたったひとつのたからものからの旅立ちが放送された。
ドラマで秋雪役を演じた杉森翼が小学校へ入学するドキュメント。
- スーパーテレビ情報最前線、ドラマたったひとつのたからものからの旅立ち
- スタッフ：
ナレーション：松田聖子:船越英一郎
プロデューサー:実成俊也
演出:高石明彦
制作協力：ザワークス
平均視聴率:11%

## 関連書籍
テレビドラマで秋雪役を演じた杉森翼の母、杉森津久美が、ドラマ出演を題材とした手記を著している
- 翼は翼なんだから ISBN 4-8203-9938-1
出版年：2005年5月
著：杉森津久美
出版社：日本テレビ放送網